# Fred Schierenbeck
Fred Schierenbeck (* 1952 in Bremen) ist ein deutscher Maler. Er lebt und arbeitet in Oerlinghausen in Nordrhein-Westfalen.

## Leben
Fred Schierenbeck wurde 1952 in Bremen geboren und studierte von 1972 bis 1979 Malerei und Grafik an der Hochschule für Bildende Künste in Berlin. 1977 heiratete er; aus der Ehe gingen drei Kinder hervor.
Kunsterzieher am Niklas-Luhmann-Gymnasium in Oerlinghausen ist er seit 1981. Seit 1993 hat er verschiedene Lehraufträge an der Universität Bielefeld. Als Gastprofessor lehrte er an der Universität der Künste Berlin von 2001 bis 2002.

## Ausstellungen (Auswahl)
- 1990: Die Große Abstraktion/die Große Realistik Kunsthalle Bielefeld BBK-Ausstellung. Kunsthalle Bielefeld, 1990. Kurator: Hans-Michael Herzog.
- 1993: Bild-Raum Rauminstallation / Malerei, Galerie Grün, Bremen
- 1994: Basislager Malerei und Bildobjekte: Museum Abtei Liesborn Zeichnung Galerie Jesse, Bielefeld, Katalog  Fred Schierenbeck BASISLAGER Installation im Stadtraum
- 1995: Transimagination Galerie Rama, Moskau (K)
- 1995: In Traccia Instituto D‘Arte Fortunato Depero, Rovereto, Italien
- 1996: Die aufgehobene Zeit Daniel-Pöppelmann-Haus, Herford
- 2000: Kulturforum Rheine Kloster Bentlage, Rheine (K)
- 2001: Malerei Stadtmuseum Oldenburg
- 2001: Malerei Ausstellungsforum des Siegerlandmuseums, Siegen
- 2001: Malerei Stadtmuseum Beckum[4]
- 2001: Malerei Bielefelder Kunstverein, Museum Waldhof
- 2002: Malerei Galerie Kramer, Bremen[5]
- 2003: Skulpturen/Zeichnungen Kunsthaus Alte Mühle, Schmallenberg mit  Werner Schlegel
- 2005: Fred Schierenbeck: Malerei Roland Berger & Partner GmbH, Frankfurt
- 2006: Fred Schierenbeck Galerie l'Aire du Cormoran Pernes-Les-Fontaines, Frankreich
- 2009: Fred Schierenbeck–Bilder und Bildobjekte Galerie im Schlosspark Tettnang[6]
- 2010: les 5 couleurs Fred Schierenbeck in der Galerie L’Air du Cormoran, Frankreich
- 2012: UNBUNT Die neuen Arbeiten, Beaugrand Kulturkonzepte, Bielefeld[7]

## Auszeichnung
1995: „Einsichten−Aussichten“, Kunstpreis des Kreises Lippe, 1. Preisträger